# NGC 5215A
NGC 5215A is een lensvormig sterrenstelsel in het sterrenbeeld Centaur. Het hemelobject werd op 3 juni 1836 ontdekt door de Britse astronoom John Herschel.

## Synoniemen
- ESO 383-28
- MCG -5-32-40
- VV 693
- PGC 47879
- PGC 47883